# Пройда Катерина Леонідівна
Катерина Леонідівна Пройда (нар. 3 серпня 1989) — українська фігуристка. Дворазова призерка чемпіонату України серед юніорів (2003, 2005), срібна призерка чемпіонату України (2008), учасниця чемпіонатів світу серед юніорів, учасниця чемпіонатів Європи.

## Біографія
Народилася в Дніпрі, у 1989 році. Почала займатися фігурним катанням у 4 роки.
У 2004 році дебютує на чемпіонаті світу з фігурного катання серед юніорів, де займає 26 місце, 2005 року — 17 місце. У 2006 році дебютує на чемпіонаті Європи з фігурного катання, де займає 22 місце, у 2008 році — 29 місце.
На чемпіонаті України серед юніорів 2003 та 2005 року здобуває золоту медаль, на дорослому рівні у 2008 році — срібло.
У 2009 році на зимовій Універсіаді у змаганнях з фігурного катання зайняла 25 місце. Закінчила спортивну кар'єру в 2010 році.

## Програми
| Сезон   | Коротка програма                       | Довільна програма |
| ------- | -------------------------------------- | --- |
| 2009–10 | - Болеро Моріс Жозеф Равель            | |
| 2007–08 | - Domingo en Sevilla                   | - Лебедине озеро Петро Чайковський                                                                                    |
| 2005—06 | - For Love One Can Die Енніо Морріконе | - Gioco Italiano В. Басанні, Й. С. Бах - Sogno Italiano В. Басанні, В. Церетті - Gioco Italiano В. Басанні, Й. С. Бах |
| 2004–05 | - Pacifico Armik                       | - Jazz Рішар Клайдерман                                                                                               |
| 2003—04 | - Лібертанго Астор П'яццола            | - Korambletta Т. Коттран - Anette Х. Панкс                                                                            |

## Спортивні досягнення
| Міжнародні змагання           | Міжнародні змагання | Міжнародні змагання | Міжнародні змагання | Міжнародні змагання | Міжнародні змагання | Міжнародні змагання | Міжнародні змагання | Міжнародні змагання |
| Подія                         | 01—02               | 02–03               | 03–04               | 04—05               | 05–06               | 07–08               | 08—09               | 09—10               |
| ----------------------------- | ------------------- | ------------------- | ------------------- | ------------------- | ------------------- | ------------------- | ------------------- | ------------------- |
| Чемпіонат Європи              |                     |                     |                     |                     | 22                  | 29                  |                     |                     |
| Crystal Skate                 |                     |                     |                     |                     |                     |                     |                     | 15                  |
| Nebelhorn Trophy              |                     |                     |                     |                     |                     | 22                  |                     |                     |
| Зимова Універсіада            |                     |                     |                     |                     |                     |                     | 25                  |                     |
| Міжнародні: юніорські         |                     |                     |                     |                     |                     |                     |                     |                     |
| Чемпіонат світу серед юніорів |                     |                     | 26                  | 17                  |                     |                     |                     |                     |
| JGP Білорусь                  |                     |                     |                     |                     |                     |                     | 11                  |                     |
| JGP Чехія                     |                     |                     |                     |                     |                     |                     | 12                  |                     |
| JGP Естонія                   |                     |                     |                     |                     | 14                  |                     |                     |                     |
| JGP Угорщина                  |                     |                     |                     | 20                  |                     |                     |                     |                     |
| JGP Польща                    |                     |                     | 8                   |                     | 13                  |                     |                     |                     |
| Словенія                      |                     |                     | 17                  |                     |                     |                     |                     |                     |
| Україна                       |                     |                     |                     | 12                  |                     |                     |                     |                     |
| ЄМОФF                         |                     |                     |                     | 3                   |                     |                     |                     |                     |
| Національні                   |                     |                     |                     |                     |                     |                     |                     |                     |
| Чемпіонат України             | 6 J                 | 1 J                 |                     | 1 J                 |                     | 2                   |                     | 5                   |
| J: Юніорський рівень          |                     |                     |                     |                     |                     |                     |                     |                     |